# Леополд фон Брауншвайг-Волфенбютел
Максимилиан Юлиус Леополд фон Брауншвайг-Волфенбютел (на немски: Maximilian Jules Leopold Herzog von Braunschweig-Wolfenbüttel; * 10 октомври 1752, Волфенбютел; † 27 април 1785, Франкфурт на Одер) е принц/херцог на Брауншвайг и Люнебург и Брауншвайг-Волфенбютел и пруски генерал-майор.

## Живот
Той е най-малкият син (13-ото дете) на княз Карл I фон Брауншвайг-Волфенбютел (1713 – 1780) и съпругата му Филипа Шарлота Пруска (1716 – 1801), четвъртата дъщеря на пруския крал Фридрих Вилхелм (1688 – 1740) и София Доротея фон Хановер (1687 – 1757), дъщеря на крал Джордж I от Великобритания.
Леополд започва военната си кариера в Брауншвайг. През 1776 г. той става полковник. През 1782 г. принцът става пруски генерал-майор.
Той се удавя при голямото наводнение на река Одер на 27 април 1785 г. във Франкфурт на Одер, когато иска да спаси жителите на града. Умира неженен на 32 години и е погребан в херцогската гробница в Брауншвайг.